# Sidi Khaled (Sidi Bel Abbès)
Sidi Khaled (în arabă سيدي خالد) este o comună din provincia Sidi Bel Abbès, Algeria.
Populația comunei este de 7.167 de locuitori (2008).